# Хромий Олексій Григорович
Олексій Григорович Хромий (Лесько Черкашенин, Олекса Кривий, Григор'єв) (помер у 1670 році) — український та донський козацький військовий діяч. Один з керівників повстання Степана Разіна. Керував «разінськими» повстанськими військами в Україні. Названий брат Степана Разіна.

## Біографія
Походив з сотенного містечка Опішня Полтавського полку, також там мешкала його сім'я. Був козаком того ж Полтавського полку, де служив зі своїм родичем (шурином) Іваном Донцем. Пізніше рушає на Січ.
Через деякий час, переходить на Дон, саме там з'являється його прізвисько «Черкашенин». Черкасами називали себе українські козаки в XVII—XVIII сторіччі. Також за такою назвою вони фігурують у тогочасних паперах.
Під час боїв в нього була роздроблена нога, в зв'язку з чим в нього було прізвисько «Хромий» (Кульгавий). Саме ним він підписувався під листами до керівників Харківського полку, та сотенних міст.
В одному з боїв, Олексій Григорович втратив око, через це отримавши ще одне прізвисько — «Кривий».
Восени 1669 року Олексій Григорович Хромий приєднується з загоном козаків до Степана Разіна біля Царицина. В цей час почалася свара між Царицинським воєводою Унковським та донськими козаками з причини митних поборів та завищених цін на вино. Розлючені козаки руйнують воєводське подвір'я та земські будівлі. Також відпускають з в'язниці ув'язнених. За наказом Разіна Олексій Хромий знаходить воєводу і погрожує вбити його, якщо в подальшому будуть утиски козакам.
Займає видатне місце серед «разінців», стає одним з головних керівників війська Степана Разіна. Степан Разін та Олексій Григорович стають названими братами.
У 1670 році при козацько-селянському повстанні Степана Разіна був відправлений з братом Степана Разіна, Фролом Тимофійовичем, до Слобідської України. Вони повинні були перекинути полум'я антимосковського повстання в Україну. Олексій Григорович разом з загоном в 200 вершників та 500 козаків на бударах планували піднятися по Сіверському Донцю до Маяків, Цареборисова та Валуйків. Разом з Олексієм Григоровичем перебував його старший син.
В жовтні було взято Маяки. Що стало з місцевим воєводою Анненковим не відомо, а людей його дуже було побито. При захопленні міста велику допомогу надали місцеві мешканці на чолі з Іваном Духоніним та Омеляном Субочевим, з якими Олексія Григоровича пов'язувала стара дружба.
В Цареборисові повстанців також зустріла підтримка місцевих мешканців. В місті мешкала хрещена Степана Разіна, Мотрона Говоруха. Вона та її близькі (син Ясько та зять Іван Москаль) створили осередок підтримки повстанців. 2 жовтня війська Олексія Григоровича захопили місто, а воєводу Маслова втопили. Цареборисів на увесь жовтень 1670 року стає центром антимосковського «разінського» повстання в Слобідській Україні.
В тому ж місяці повстанці вирушають до Балаклеї, полкового міста Балаклійського полку. Місцеві козаки підтримують повстанців й відчиняють їм місто. Сам Балаклійський полковник Яків Чернігівець вимушений був втікати з міста. Багацько містечок Балаклійського полку перейшли під керівництво Олексія Хромого.
13 жовтня за допомоги місцевого населення повстанці ввійшли в Чугуїв. Чугуївського воєводу Мілкова було побито, але відпущено живим. Чугуїв був міцною, гарно озброєною фортецею, де сидів представник московського уряду, який наглядав за Слобідськими полками. В ньому повстанці поповнили запаси їжі, захопили гармату, порох та свинець.
16 жовтня Олексій Григорович з військом приходить до Змієва. Зміївський полк, який за два роки до цього складав основу повстання на Слобожанщині під проводом Івана Сірка, приєднується до повстанців. Представникам московського уряду було надано можливість зникнути з міста. Зміїв стає новим центром «разінців» в Слобідській Україні, саме з нього Олексій Григорович розсилає листи до полковників Слобідських козацьких полків. В листах він підписувався як: «Від Великого Війська Донського, від Олексія Григоровича (Хромого)».
Крім Зміївського та Балаклійського полків, до Олексія Григоровича приєднуються також й сотні Харківського полку. Через деякий час Олексій Григорович вже контролював Маяки, Цареборисів, Чугуїв, Балаклію, Мерефу, Богодухів та інші міста краю. Одною зі складових його війська став загін солеварів з Тору на чолі з отаманом П. Івановим.
Білгородський воєвода князь Григорій Ромодановський, занепокоєний діяльністю повстанців, але не маючи змоги їх зупинити, вирішує за допомогою гетьмана Лівобережної України Дем'яна Многогрішного зловити їх в пастку. Родина Олексія Хромого мешкала в Опішні, й на думку Г. Ромодановського, Олексій Григорович міг з'явитися там, щоб відвідати дружину та дітей. Але він так там й не з'явився, в цей час збираючи сили для походу на Конотоп, Полтаву, Колонтаїв та Седнів.
На початку листопада війська білгородського воєводи Григорія Ромодановського почали наступ на осередки повстанців в Змієві та Маяках. 5 листопада відбулася вирішальна битва між військами отамана Олексія Хромого та московським військом. В цих боях загинув ватажок повстанців на Слобожанщині Олексій Хромий, а його війська були вщент розбиті.

## Родина
Про родину Олексія Григоровича майже нічого не відомо. Мав родину, яка мешкала в містечку Опішня, Полтавского полку Війська Запорозького.